# Taxameter

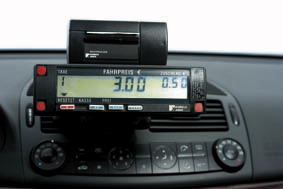
Kienzle taxameter med kvittoskrivare (modellen är inte godkänd i Sverige)

Taxameter är en mätare som används i taxibilar för att räkna ut resans pris. Prisberäkningen kan vara en kombination av startavgift, pris per kilometer, samt pris per minut. Taxameterbestämmelserna varierar från land till land. I de flesta länder bestäms prisnivån av en kommunal eller statlig myndighet efter ansökan från taxibranschen.

## Sverige

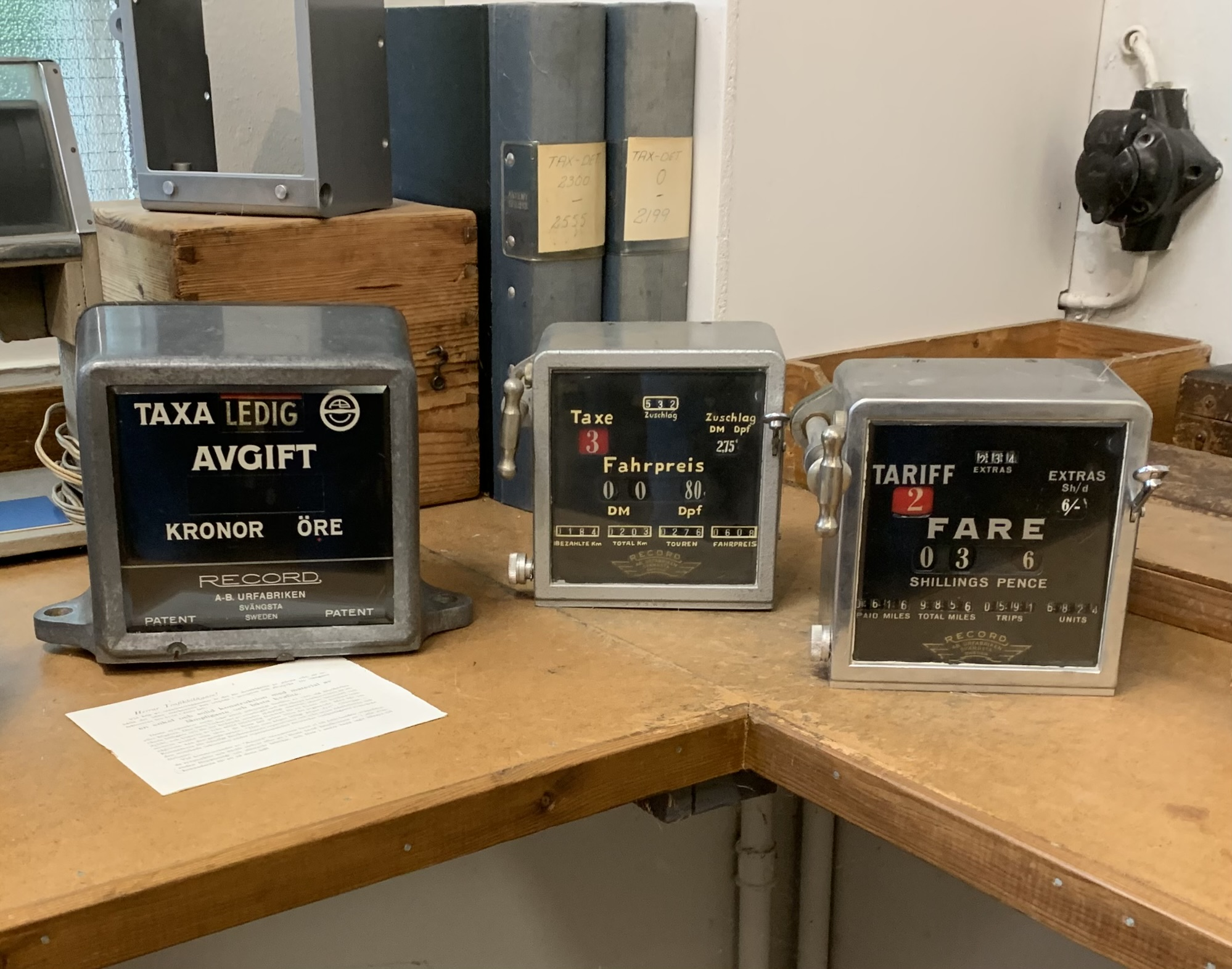
Taxametrar från AB Urfabriken (ABU), Svängsta

Taxametrar i svenska taxibilar skall vara typgodkända av Vägverket samt fast monterade och plomberade i fordonet. De ska dessutom årligen besiktigas av en verkstad godkänd av den statliga ackrediteringsmyndigheten Swedac. Vid alla transporter mot betalning skall taxametern enligt lag (jämför Yrkestrafikförordningen) vara aktiverad, vare sig resan sker enligt gällande taxa eller med avtalat fast pris. Efter avslutat köruppdrag skall kunden erbjudas ett taxameterkvitto (vid kontant betalning eller kontokort) eller följesedel (om beloppet ska faktureras).

### Taxor
Sedan taxi avreglerades i Sverige 1990 bestäms taxorna inte längre av länsstyrelserna utan det är upp till varje taxiföretag att själv sätta sina taxor. Större taxibolag håller i regel samma prisbild för samtliga taxibilar som är anslutna till bolaget. Samtliga taxibilar ska enligt lag ha tydlig prisinformation både inne i bilen och utanpå, och därmed anses passageraren ha ingått ett avtal om den angivna prisnivån när resan påbörjas.
Prisinformationen ska vara läsbar på 2 meters håll utanför bilen, och inne i bilen ska den vara läsbar för samtliga passagerare. I prisinformationen ska jämförpriser för de tariffer, som erbjuds allmänheten, anslås med svart text på gul botten, och utgöra priset för en resa på 10 km i 15 minuter.

## Historia
Redan romerska riket hade hyrvagnar försedda med räkneverk som visade hur långt kunden hade rest. En skiva roterade i takt med hjulen och släppte igenom en kula för varje varv. Vid resans slut räknade man antalet kulor som släppts igenom och resans pris kunde fastställas.
1891 uppfanns den första "moderna" taxametern av tysken Wilhelm Bruhn. 1901 hade Halda den första svenska taxametern klar. Modell 1 vägde 13 kg och "var stor som ett hus". Modell 2 var mindre och fick smeknamnet "kolonistugan". Taxametrarna drevs av en roterande vajer som kopplades via en växel in på hastighetsmätarvajern. Från början drevs tidmätningen av en klocka som måste dras upp med jämna mellanrum men så småningom blev det elektrisk uppdragning av klockan. Taxametern beräknade priset efter vägsträckan utom vid lägre hastigheter då väntetidastaxan gick in. På 1970-talet kom de första elektroniska taxametrarna och sedan gick utvecklingen snabbt. I dag är taxametrarna helt datoriserade och ofta integrerade med taxibolagens trafikledningssystem.